# Okręg miński (ZSRR)
Okręg miński (biał. Менская акруга, Mienskaja akruha) – jednostka administracyjna Białoruskiej SRR istniejąca w latach 1924–1930.

## Charakterystyka
Okręg został utworzony 17 lipca 1924 roku. Jego centrum administracyjne znajdowało się w Mińsku. Początkowo liczył 10 888 km² powierzchni i 498,6 tys. mieszkańców. Po powiększeniu w 1927 roku jego terytorium wzrosło do 21 421 km², a liczba mieszkańców do 879,7 tys. W jego skład wchodziło 11 rejonów: ostroszycko-horodecki, zasławski, kojdanowski, łohojski, puchowicki, samochwałowicki, smolewicki, śmiłowicki, uzdowski, czerwieński i szacki (4 sierpnia 1927 roku zlikwidowany), 2 miasta: Mińsk i Czerwień oraz 8 miasteczek: Zasław, Kojdanów, Łohojsk, Puchowicze, Smolewicze, Śmiłowicze, Uzda i Szack. 20 sierpnia 1924 roku rejony zostały podzielone na 120 sielsowietów. 9 czerwca 1927 roku okręg miński został powiększony. Dołączono do niego rejony likwidowanego okręgu borysowskiego: borysowski, biehomlski, berezyński, ziembiński (27 września 1927 roku zlikwidowany), krupski (18 czerwca 1927 roku przekazany okręgowi orszańskiemu), pleszczenicki i chołopienicki, a także rejony likwidowanego okręgu słuckiego: hreski i kopylski. 26 lipca 1930 roku okręg miński został zlikwidowany.
Jednostka administracyjna posiadała swój organ prasowy – okręgową gazetę „Biełaruskaja Wioska”.